# Nicholas Latimer
Sir Nicholas Latimer of Duntish (* um 1429; † 1505) war ein englischer Ritter.

## Leben
Sir Nicholas Latimer war ein Sohn von John Latimer.
Nicholas Latimer diente als Sheriff in der Grafschaft Somerset 1453, 1460 und 1471. Er saß für Dorset 1453/54 im House of Commons und diente 1458 als Sheriff in Gloucestershire.
Latimer stand den Beauforts nahe und kämpfte zu Beginn der Rosenkriege für das Haus Lancaster 1460 bei Wakefield und 1461 bei den Schlachten von Mortimer’s Cross und Towton.
Nach der Niederlage von Towton verhängte das Parlament unter dem siegreichen neuen König Eduard IV. über Nicholas Latimer eine Bill of Attainder, so dass dieser all seine Rechte und Besitztümer verlor.
Der Großteil seiner Güter ging an John Howard, 1. Duke of Norfolk und das Gut in Loxton, Somerset an Edward Grey, 1. Viscount Lisle.
Latimer zog mit den restlichen geschlagenen Lancastertruppen nach Norden und kämpfte bei der Verteidigung von Dunstanburgh Castle. Als die Burg 1462 fiel, stellt er seinen Kampf ein und versuchte sich mit dem herrschenden Haus York zu arrangieren. Nicholas Latimer erhielt daraufhin 1463 königlichen Pardon, aber seine Güter erhielt er nicht zurück.
Erst im darauffolgenden Jahr erhielt er die Möglichkeit seine ehemaligen Besitzungen vom Duke of Norfolk zurückzukaufen. Edward Grey aber verweigerte eine Rückgabe von Loxton.
Im Jahr 1466 trat Latimer in die Dienste von George Plantagenet, 1. Duke of Clarence und dieser half bei dem Streit um die Güter in Loxton. Zwei Jahre später wurde die Bill of Attainder auch offiziell aufgehoben und Latimer voll rehabilitiert.
Als sein Herr, der Duke of Clarence, 1469 begann gegen seinen Bruder den König zu rebellieren, kämpfte Nicholas Latimer gegen Edward IV. bei der Schlacht von Edgecote Moor und unterstützte auch die als Readaption bekannte Wiedereinsetzung Heinrich VI. 1470. Wie der Duke of Clarence wechselte Latimer aber rechtzeitig wieder die Seiten und kämpfte für Edward IV. 1471 bei den Schlachten von Barnet und Tewkesbury. Nach Tewkesbury wurde Latimer noch auf dem Schlachtfeld zum Knight Banneret geschlagen.
In den Jahren 1472–1475 vertrat er als Knight of the Shire die Grafschaft Dorset im Parlament und wurde zum Knight of the Kings Body ernannt.
Sir Nicholas nahm 1475 am Frankreichfeldzug teil und wurde Chamberlain bei Henry Stafford, 2. Duke of Buckingham.
Latimer war 1483 bei den Krönungsfeierlichkeiten von Richard III. zugegen, schloss sich aber kurz darauf dem als Buckingham´s Rebellion bekannten Aufstand des Duke of Buckingham an.
Sir Nicholas erhielt vom König gegen eine Zahlungsverpflichtung von 1000 Mark und dem Versprechen in Zukunft treu zu dienen Pardon.
Als Henry Tudor in England landete, schloss sich Sir Nicholas an und kämpfte für Tudor gegen Richard III. am 22. August 1485 bei der Schlacht von Bosworth.
Sir Nicholas starb am 20. Februar 1505.

## Ehe und Nachkommen
Sir Nicholas war verheiratet mit Jane Hody. Das Paar hatte keine Söhne, aber mindestens eine Tochter:
- Edith ⚭ Sir John Mordaunt[8]